# П'ять королів Ва
П'ять королів Ва або П'ять королів Японії (яп. 倭の五王, わのごおう, ва но ґо-о) — п'ять правителів королівства Ва (стара назва Японії), що згадуються в китайських історичних хроніках 5 століття.

## Короткі відомості
П'ять ванів Японії згадуються в «Книзі Цзінь» та «Книзі Сун» між 413—478 роками. Називали їх:
| Кандзі | Японською |
| 讃     | Сан       |
| 珍     | Тін       |
| 濟     | Сай       |
| 興     | Ко        |
| 武     | Бу        |

Ці королі (о-кімі) висилали посольство до південно китайської династії Сун з даниною. В японській історіографії їх прийнято ототожнювати з такими Імператорами Японії:
| Кандзі | Японською |                                                                  |
| 讃     | Сан       | Імператор Одзін (?) • Імператор Нінтоку (?) • Імператор Рітю (?) |
| 珍     | Тін       | Імператор Нінтоку (?) • Імператор Хандзей (?)                    |
| 濟     | Сай       | Імператор Інґьо                                                  |
| 興     | Ко        | Імператор Анко                                                   |
| 武     | Бу        | Імператор Юряку                                                  |

В обмін за данину китайські імператори давали японським володарям титул «верховний генерал, військового розпорядника шести країн Ba, Сілла, Мімани, Кая, Сінкан і Бокан, великого полководця, упокорювача сходу, король Ва». (Імператори Сун ніколи не присвоювали титул «військовий менеджер Пекче», хоча король Бу та інші королі просили цей титул). Вважається, що сплачуючи данину і визнаючи сюзеренітет Китаю, японські королі прагнули засвідчити свої амбіції на східноазійській арені, посилити авторитет своє держави і поставити під власний контроль Корейський півострів, за який вони боролися з місцевою державою Когурьо.